# Sæbeboble
En sæbeboble er et meget tyndt lag af sæbevand, der udgør en kugle med en iriserende overflade. Sæbebobler holder normalt kun nogle få øjeblikke, inden de brister, enten af sig selv eller ved kontakt med et andet objekt. De bruges ofte til børns nydelse og leg, men deres anvendelse i kunstneroptræden viser, at de også kan fascinere voksne.